# دون سامويلسون (سياسي)
دون سامويلسون (بالإنجليزية: Don Samuelson)‏ هو سياسي أمريكي، ولد في 23 أغسطس 1932 في برينرد في الولايات المتحدة. حزبياً، نشط في حزب العمال المزارعين الديمقراطيين في مينيسوتا والحزب الديمقراطي. وقد انتخب عضو مجلس ولاية مينيسوتا وانتخب عضو مجلس نواب مينيسوتا.